# Jean Chaerels
Jean Chaerels foi um ciclista belga que participava em competições de ciclismo de estrada. Chaerels representou seu país, Bélgica, na prova de estrada (individual e por equipes) nos Jogos Olímpicos de Verão de 1928.